# イヤサカ サッサ・夜空を見てると
「イヤサカ サッサ/夜空を見てると」は、1963年3月に発売された北原謙二と高木たかしの歌唱楽曲を収録したシングル。

## 解説
- モノラル録音・レコード発売となっている。規格品番はSA-1065。
- 「第14回コロムビア全国歌謡コンクール課題曲」となっている。

## 収録曲
1. イヤサカ サッサ（3分57秒）
作詞：原川ときわ、作曲：遠藤実、編曲：福田正
歌唱：北原謙二
2. 夜空を見てると（3分7秒）
歌唱：高木たかし
作詞：岩尾みつよし、作曲・編曲：狛林正一
演奏：河辺公一とスイング・ジャイアンツ